# William S. Richardson
William Shaw Richardson (* 22. Dezember 1919 in Honolulu, Hawaii-Territorium; † 21. Juni 2010 ebenda) war ein US-amerikanischer Politiker und Jurist. Zwischen 1962 und 1966 war er Vizegouverneur des Bundesstaates Hawaii.

## Werdegang
William Richardson besuchte die Roosevelt High School in Honolulu und danach die University of Hawaiʻi. Danach studierte er an der University of Cincinnati in Ohio Jura. Während des Zweiten Weltkrieges war er Hauptmann in der United States Army. Dabei diente er in einer Infanterieeinheit, die vor allem aus philippinische Soldaten bestand (1st Filipino Infantry). Auch nach dem Ende des Krieges blieb er bis 1946 in der Army, in der er dann dem Judge Advocate General’s Corps angehörte. Danach praktizierte er als privater Rechtsanwalt.
Politisch schloss sich Richardson der Demokratischen Partei an. Von 1956 und 1962 war er deren Vorsitzender in Hawaii. In den Jahren 1956 und 1960 nahm er als Delegierter an den Democratic National Conventions teil. Außerdem war er von 1955 bis 1959 als Chief Clerk beim Senat des Hawaii-Territoriums tätig. Von 1961 bis 1962 war er zudem Präsident der Anwaltskammer von Hawaii.
1962 wurde Richardson an der Seite von John Anthony Burns zum Vizegouverneur von Hawaii gewählt. Dieses Amt bekleidete er zwischen dem 2. Dezember 1962 und dem 2. Dezember 1966. Dabei war er Stellvertreter des Gouverneurs. Zwischen 1966 und 1982 war er als Chief Justice des Supreme Court of Hawaii Oberster Richter des Bundesstaates. In dieser Eigenschaft machte er sich einen Namen, als er sich in einigen Grundsatzurteilen für den Schutz der Natur und hier besonders der Strände gegen wirtschaftliche Interessen einsetzte. Nach dem Ende seiner Zeit als Chief Justice war William Richardson zwischen 1983 und 1992 Kurator der Kamehameha Schools. Er starb am 21. Juni 2010 in Honolulu.